# مطار كراكوف
مطار كراكوف يوحنا يولس الثاني الدولي (بالبولندية: Kraków Airport im. Jana Pawła II)(إياتا: KRK، إيكاو: EPKK) هو مطار دولي يخدم مدينة كراكوف في بولندا.

## شركات الطيران والوجهات
| شركـات طيـران                   | الوجهات |
| ------------------------------- | --- |
| طيران إيجيان                    | موسمي: مطار أثينا الدولي |
| Air Dolomiti                    | مطار ميونخ الدولي |
| الخطوط الجوية الفرنسية          | موسمي: مطار باريس شارل ديغول |
| طيران صربيا                     | مطار نيكولا تسلا في بلغراد |
| الخطوط الجوية النمساوية         | مطار فيينا الدولي |
| الخطوط الجوية البريطانية        | مطار لندن هيثرو |
| Buzz                            | موسمي عارض: مطار أنطاليا، Burgas، مطار ميورقة، مطار تيرانا الدولي |
| إيزي جيت                        | مطار بريستول، مطار إدنبرة، مطار غاتويك، مطار لندن لوتن، مطار مانشستر، مطار باريس شارل ديغول موسمي: مطار بازل - ميلوز - فريبورغ الأوروبي، مطار بلفاست الدولي |
| Enter Air                       | موسمي عارض: مطار أنطاليا، Burgas، مطار الغردقة الدولي، مطار كريستيانو رونالدو، مطار باليرمو الدولي، Rhodes |
| يورو وينجز                      | مطار دوسلدورف الدولي موسمي: مطار شتوتغارت الدولي |
| فلاي دبي                        | مطار دبي الدولي |
| فين إير                         | مطار هلسنكي فانتا |
| جيت تو دوت كوم                  | مطار برمينغهام، East Midlands ‏ (تبدأ في 9 نوفمبر 2023)، مطار غلاسكو الدولي، Leeds/Bradford، مطار مانشستر، مطار نيوكاسل |
| الخطوط الجوية الملكية الهولندية | مطار سخيبول أمستردام |
| خطوط لوت الجوية البولندية       | مطار أوهير الدولي، مطار إسطنبول الدولي، Olsztyn-Mazury، مطار بن غوريون الدولي، مطار وارسو فريدريك شوبان موسمي: Bydgoszcz (تستأنف 16 يونيو 2023)، مطار نيوآرك ليبرتي الدولي Zielona Góra |
| لوفتهانزا                       | مطار فرانكفورت، مطار ميونخ الدولي |
| لوكس إير                        | مطار لوكسمبورغ |
| آير شاتل النرويجية              | Bergen، مطار كوبنهاغن، Oslo، Stavanger، مطار ستوكهولم أرلاندا، Trondheim |
| خطوط بيغاسوس                    | موسمي: مطار إيسنبوغا الدولي (تبدأ في 10 يوليو 2023) موسمي عارض: مطار أنطاليا |
| رايان إير                       | مطار أكادير المسيرة الدولي، مطار أليكانتي، مطار الملكة علياء الدولي، مطار أثينا الدولي، مطار برشلونة الدولي، مطار باري كارل فويتيالا ‏، مطار بوفيه - تيه، مطار بلفاست الدولي، مطار أوريو أل سيريو، مطار برلين براندنبرغ، Billund، مطار برمينغهام، مطار بولونيا، مطار بوردو ميرينياك، Bournemouth، مطار بريستول، Cagliari، مطار كاتانيا-فونتاناروسا، مطار بروكسل شارلروا الجنوب، مطار كوبنهاغن، مطار دورتموند، مطار دبلن الدولي، East Midlands ‏، مطار إدنبرة، مطار آيندهوفن، مطار غدانسك ليخ فاونسا، مطار جرندة كوستا برافا، مطار غلاسكو الدولي، مطار كناريا الكبرى، Gothenburg، Leeds/Bradford، مطار ليل، مطار لشبونة، مطار ليفربول، مطار لندن لوتن، مطار لندن ستانستد، مطار مدريد باراخاس الدولي، مطار مالقة الدولي، مطار مالطا الدولي، مطار مانشستر، مطار مارسيليا، مطار ميمينجين، مطار نابولي، مطار نيوكاسل، مطار نورمبرغ، مطار باليرمو الدولي، Paphos، مطار بيزا الدولي، مطار بودغوريتسا الدولي، مطار بورتو الدولي، Poznań، مطار فاكلاف هافيل الدولي، مطار ريغا الدولي، مطار روما شيامبينو، Sandefjord، مطار إشبيلية، Shannon، مطار ستوكهولم أرلاندا، Szczecin، مطار بن غوريون الدولي، مطار تينيريفي الجنوبي، Thessaloniki، مطار تيرانا الدولي (تبدأ في 31 أكتوبر 2023)، مطار تولوز بلانياك، مطار تريفيزو، مطار تورينو، مطار بلنسية، مطار فيينا الدولي موسمي: Ancona، Burgas، مطار خانية الدولي ‏، Corfu، مطار رامون، Lamezia Terme ‏، Lourdes، Olsztyn-Mazury، مطار ميورقة، Perugia، مطار أبروتسو الدولي، Rhodes، Rimini، مطار سانتوريني (ثيرا) الوطني، Varna (تبدأ في 2 يوليو 2023)، مطار زادار |
| صن إكسبريس                      | مطار أنطاليا |
| الخطوط الجوية الدولية السويسرية | مطار زيورخ الدولي |
| الخطوط الجوية التركية           | مطار إسطنبول الدولي |
| ويز للطيران                     | مطار أبو ظبي الدولي، مطار برشلونة الدولي، مطار برمينغهام، مطار كاتانيا-فونتاناروسا، مطار آيندهوفن، Kutaisi، مطار لارنكا الدولي، Leeds/Bradford، مطار غاتويك، مطار لندن لوتن، مطار ليون سانت إكسوبيري، مطار مالقة الدولي، مطار مالبينسا، مطار نيس كوت دازور، مطار كيفلافيك الدولي، مطار أوسلو-غاردرموين، مطار ليوناردو دا فينشي، Stavanger، Stockholm–Skavsta، مطار بن غوريون الدولي، مطار تيرانا الدولي (تبدأ في 18 ديسمبر 2023)، مطار بلنسية (تبدأ في 3 ديسمبر 2023) موسمي: Burgas، Heraklion، مطار سبليت |